# Годар, Владимир
Владимир Годар (словац. Vladimír Godár; род. 16 марта 1956, Братислава) — словацкий композитор, активно работающий в области современной классической музыки и музыки для кино. Он также известен своим сотрудничеством с чешским скрипачом, певцом и композитором Ивой Биттовой. Автор, редактор и переводчик книг об истории музыки. Занимался популяризацией творчества словацкого композитора Яна Левослава Беллы.

## Биография
Родился 16 марта 1956 в Братиславе. Учился в музыкальной школе по классу фортепиано, брал частные уроки композиции. С 1971 по 1975 год учился в Братиславской консерватории, изучал композицию у Юрая Поспишила и фортепиано у Марии Масариковой. С 1979 года работал редактором нотных изданий в издательстве Opus. С 1985 по 1991 год преподавал на кафедре композиции в Высшей школе исполнительского искусства в Братиславе. В 1988—1989 годах учился в Венском университете музыки и исполнительского искусства. В 1992—1996 работал в Институте музыковедения при Словацкой академии наук. В 1993 году защитил докторскую диссертацию по музыковедению.
С 1997 года преподавал на кафедре эстетики на факультете философии Университета Коменского в Братиславе. С 2011 до 2015 года он был преподавателем на кафедре композиции и дирижирования в Высшей школе исполнительского искусства в Братиславе.

## Творчество
Его творчество мало известно за пределами Словакии, большая часть его музыки была выпущена под лейблом «Slovart Music». Среди его произведений большая соната для виолончели, посвящённая памяти Виктора Шкловского.
В 2001 году он стал обладателем премии Жоржа Делерю за фильм Пейзаж. В 2006 году получил национальную словацкую премию Хрустальное крыло в области музыки.